# Dessensibilização
A dessensibilização ou imunoterapia hipossensibilizante é uma técnica de imunoterapia criada há mais de um século com o objetivo de reeducar o sistema imune de pacientes alérgicos, no sentido de induzir a tolerância imunológica aos alérgenos aos quais o mesmo é sensível.
Consiste em administrar quantidades gradativamente maiores dos mesmos alérgenos aos quais o paciente é sensível, de modo a produzir um estado de tolerância imunológica.
Para diminuir a alergenicidade da imunoterapia, ela pode ser polimerizada através de agentes químicos como o formaldeído ou glutaraldeído, ou por agentes biológicos, como a transglutaminase, formando alergóides.